# Astegopteryx pallida
Astegopteryx pallida är en insektsart som först beskrevs av Van der Goot 1917.  Astegopteryx pallida ingår i släktet Astegopteryx och familjen långrörsbladlöss. Inga underarter finns listade i Catalogue of Life.